# Amtsgericht Tauberbischofsheim

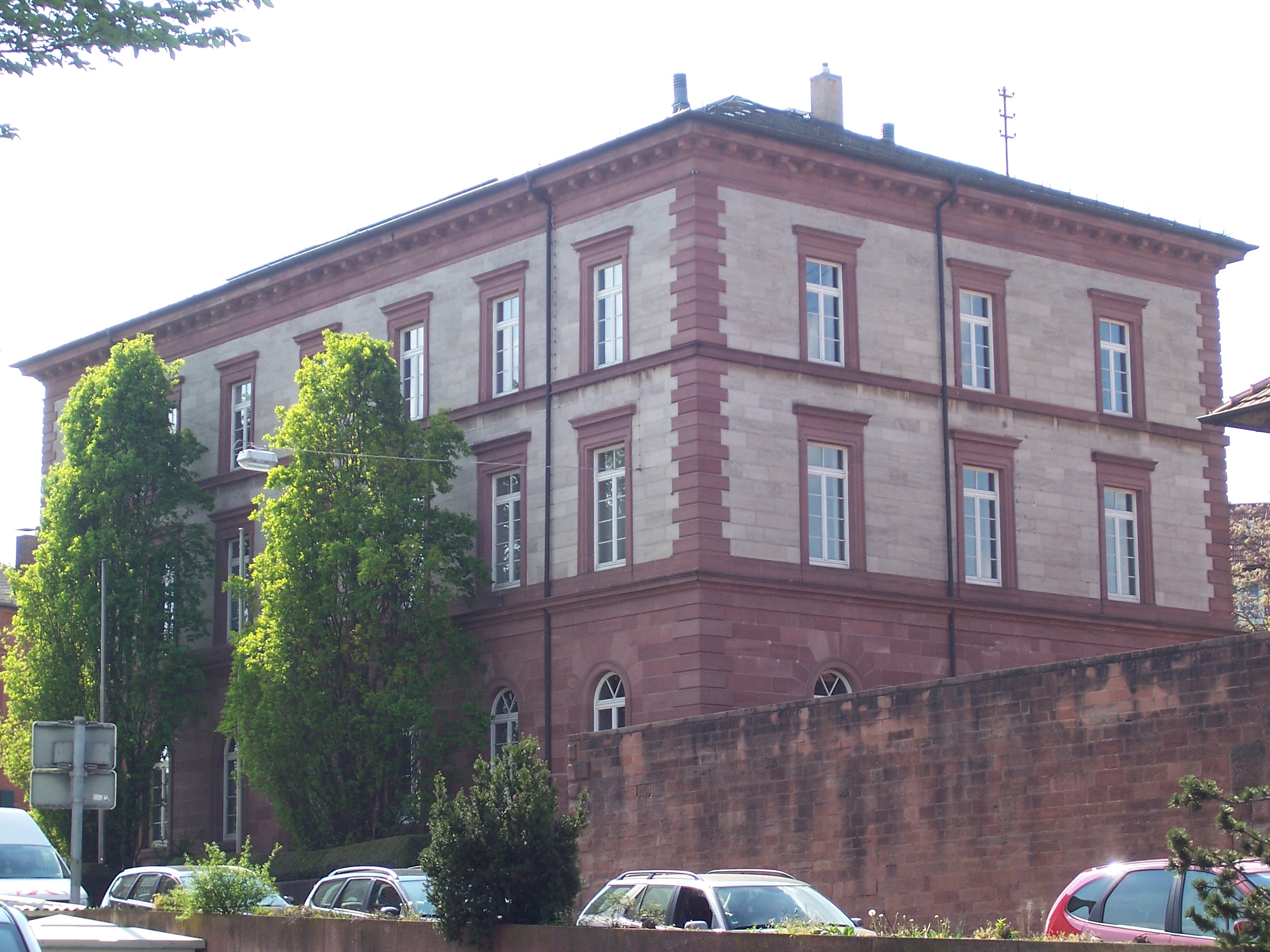
Amtsgericht Tauberbischofsheim, Schmiederstr. 22 (2014), erbaut 1875/76

Das Amtsgericht Tauberbischofsheim ist ein Gericht der ordentlichen Gerichtsbarkeit in Tauberbischofsheim in Baden-Württemberg und eines von fünf Amtsgerichten im Bezirk des Landgerichts Mosbach. Das Gebäude des Amtsgerichts in der Schmiederstraße 22 wurde von 1875 bis 1876 errichtet und steht unter Denkmalschutz.

## Geschichte

### Gründung und Aufbau
Seit dem 1. September 1857 besteht das Amtsgericht Tauberbischofsheim als selbständige Behörde. Zuvor wurde die Rechtspflege durch das Zent- und das Stadtgericht, durch das Vogteiamt, das Justizamt und zuletzt durch das Bezirksamt Tauberbischofsheim ausgeübt. 1862 erfolgten die ersten Eintragungen im Handelsregister. 1863 wurde beim Amtsgericht Tauberbischofsheim das Schöffengericht eingerichtet. Die Stadt Külsheim wurde von seinem Bezirk abgetrennt und dem Amtsgericht Wertheim zugeschlagen. Obergericht wurde das frühere Kreis- und spätere Landgericht Mosbach. Ab 1872 übernahm das Amtsgericht Tauberbischofsheim nach Aufhebung des Amtsgerichts Gerlachsheim dessen Bezirk. Zwischen 1872 und 1876 wurde das heutige Amtsgerichtsgebäude erbaut. Ab 1900 erhielt das Notariat Tauberbischofsheim Amtsräume im Amtsgerichtsgebäude. 1930 wurde das Notariat Gerlachsheim aufgelöst und das Notariat Tauberbischofsheim übernahm dessen Tätigkeiten. Von 1934 bis 1945 wurde das Amtsgericht Tauberbischofsheim vom Reichsjustizministerium in Berlin aus verwaltet.

### Entwicklungen in der Nachkriegszeit
In der Zeit zwischen 1969 und 1975 änderte sich die örtliche und sachliche Zuständigkeit des Amtsgerichts Tauberbischofsheim durch eine Gebiets- und Verwaltungsreform grundlegend. 1974 wurde das Amtsgericht Boxberg aufgehoben und das Amtsgericht Tauberbischofsheim übernahm dessen Bezirk. Von 1975 bis 1976 wurde das Amtsgerichtsgebäude renoviert und ausgebaut.

### Neuorganisationen seit der Jahrtausendwende
Ab 1999 wurden Konkurssachen auf Grund der Einführung des Insolvenzrechts zentralisiert und dem Amtsgericht Mosbach zugeschlagen. 2003 kam es zur Schließung der Außenstelle Tauberbischofsheim der Justizvollzugsanstalt Adelsheim. Seit 2006 das Handelsregister zentralisiert wurde, werden die Akten über das zentrale Registergericht Mannheim abgewickelt. Ab 2012 kam es zu einer Neuorganisation des baden-württembergischen Grundbuchwesens mit einer Zentralisierung der Grundbuchsachen (Beginn der Eingliederung kommunaler und staatlicher Grundbuchämter auf die Grundbuchabteilung bei dreizehn ausgewählten Amtsgerichten). Der Standort Tauberbischofsheim ist seit 2012 zuständig für Grundbücher des Landgerichtsbezirks Mosbach und des Amtsgerichtsbezirks Sinsheim. Zum 1. März 2015 wurde das Vereinsregister des Amtsgerichts Tauberbischofsheim zum Amtsgericht Mannheim konzentriert. Für die Führung des Vereinsregisters ist ab diesem Zeitpunkt ausschließlich das Amtsgericht Mannheim zuständig.

## Zuständigkeit und Gerichtsbezirk
Das Amtsgericht in Tauberbischofsheim ist erstinstanzliches Gericht für Zivil- und Strafsachen, sowie als Konzentrationsgericht für die Zwangsversteigerungssachen, Familiensachen und die Jugendschöffengerichtssachen der Amtsgerichtsbezirke Tauberbischofsheim und Wertheim. Der Gerichtsbezirk des Amtsgerichts Tauberbischofsheim umfasst die Städte und Gemeinden Ahorn, Boxberg, Großrinderfeld, Grünsfeld, Königheim, Lauda-Königshofen, Tauberbischofsheim, Werbach und Wittighausen.

## Gebäude
Das Gericht ist in der Schmiederstr. 22 und in der Würzburger Str. 17 (Abteilung Grundbuch) untergebracht.

## Übergeordnete Gerichte
Dem Gericht ist das Landgericht Mosbach unmittelbar übergeordnet. Zuständiges Oberlandesgericht ist das Oberlandesgericht Karlsruhe.